# Brookfield (Washington)
Brookfield az Amerikai Egyesült Államok északnyugati részén, Washington állam Wahkiakum megyéjében elhelyezkedő önkormányzat nélküli település.

## Történet
Joseph George Megler 1873-ban a térségben konzervgyárat nyitott; a települést a felesége születési helyére (a massachusettsi North Brookfield) utalva „Brookfield Fisheries” névre keresztelte. A postahivatal 1874. február 24-én nyílt meg; vezetője Megler lett.
A település lakóinak többsége a konzervgyárban dolgozott; a cég a horvátországi Komižából származó halászokat, valamint kínaiakat is foglalkoztatott. 1880 körül a Finke testvérek a településen hordógyárat nyitottak, amely 1923-ban leégett.
Az első iskola 1888-ban nyílt meg, melynek helyét 1924 körül egy kibővített intézmény vette át; ekkor egy második tanító is munkába állt. A helység csak hajóval volt megközelíthető; a helyi kikötő volt az Astoria és Portland között közlekedő kompok egyik megállója. 1931. július 17-én a konzervgyár leégett; az iskolát 1945-ben zárták be.
A területen a Crown Zellerbach Company 1951-ben fakitermelésbe kezdett, és egy ide vezető utat épített. A postát 1954. szeptember 30-án zárták be. 1957-ben a Crown Zellerbach a tűzveszély miatt a település fennmaradó épületeit lebontotta.

## Népesség
A település népességének változása:
| Lakosok száma | 196  | 479  | 361  | 241  | 90   | 24   |
|               | 1880 | 1900 | 1910 | 1920 | 1930 | 1940 |

## Fordítás
- Ez a szócikk részben vagy egészben  a   Brookfield, Washington című angol Wikipédia-szócikk ezen változatának fordításán alapul.  Az eredeti cikk szerkesztőit annak laptörténete sorolja fel. Ez a jelzés csupán a megfogalmazás eredetét és a szerzői jogokat jelzi, nem szolgál a cikkben szereplő információk forrásmegjelöléseként.